# فيليب فيولو
فيليب فيولو (بالفرنسية: Philippe Violeau)‏ (19 سبتمبر 1970 في نيور) لاعب كرة قدم فرنسي معتزل كان يجيد اللعب في خط الوسط .

## المسيرة الرياضية
بدأ فيولو مسيرته الرياضية في نادي نيور في سنة 1988 وفي سنة 1993 انتقل إلى نادي أوكسير . في سنة 1997 انتقل إلى نادي ليون وساهم في الفوز ببطولة دوري الدرجة الأولى موسمين متتاليين 2001-2002 و2002-2003 . في سنة 2003 عاد إلى نادي أوكسير وبعدها قرر اعتزال لعب كرة القدم بشكل نهائي سنة 2006 .

## روابط خارجية
- فيليب فيولو على موقع رابطة كرة القدم الفرنسية للمحترفين (الإنجليزية)
- فيليب فيولو على موقع قاعدة بيانات كرة القدم.إي يو (الإنجليزية)
- فيليب فيولو على موقع ليكيب (الفرنسية)
- فيليب فيولو على موقع عالم كرة القدم.نت (الإنجليزية)
- فيليب فيولو على موقع كووورة